# روبر، شاهزاده تارانتو
روبر، شاهزاده تارانتو (انگلیسی: Robert, Prince of Taranto؛ ۱۳۱۹/۱۳۲۶ – ۱۰ سپتامبر ۱۳۶۴)، از خاندان کاپتی آنژو، شاهزاده تارانتو (۱۳۳۱-۱۳۴۶)، پادشاه آلبانی (۱۳۳۱-۱۳۳۲)، شاهزاده آخیا (۱۳۳۲-۱۳۴۶) و امپراتور اسمی قسطنطنیه (۱۳۴۳ یا ۱۳۴۶-۱۳۶۴) میلادی بود. وی همچنین فرزند فیلیپ یکم، شاهزاده تارانتو و کاترین دوم، ملکه لاتین بود.